# Claudia Amengual
Claudia Amengual Puceiro (Montevideo, 7. siječnja 1969.) urugvajska je prevoditeljica, romanopiskinja, esejistica, novinarka i sveučilišna profesorica.

## Životopis
Claudia Amengual rođena je 7. siječnja 1969. godine u Montevideu. U svom rodnom kvartu pohađala je obveznu osnovnu školu i gimnaziju. Diplomirala je prevoditeljstvo na Pravnom fakultetu Republičkog sveučilišta u Montevideu i književnost na Filozofskom fakultetu istog sveučilišta.
Pisati je počela još u studentskim danima, ali prve radove objavljuje tek 2000. Tri godine kasnije otputovala je u Španjolsku gdje je dobila stipendije Sveučilišta Complutense u Madridu i Međunarodnog sveučilišta "Menéndez Pelayo", također u Madridu.
Od 2010. radi i kao sveučilišna profesorica književnog prevođenja.
Redovita je kolumnistica i novinarka časopisa Galeria i Búsqueda, a surađuje i s drugim časopisima, posebno turističkim revijama, u inozemstvu.
2007. Bogotá World Book Capital ju je izabrao među 39 najpoznatijih i najistaknutijih latinoameričkih spisateljica.
Piše romane i kratke pirče od kojih su neke prevedene na francuski, portugalski, njemački i engleski, a neke je i sama prevela.
Djela su joj uvrštena u antologije u Meksiku, Peruu, Čileu, Kolumbiji, Argentini, Španjolskoj, Francuskoj i Njemačkoj.
Prevladavajuće teme u njezinu pisanju su dosada, strah od promjena, svakodnevica. rutina, nasilje, kukavičko i licemjerno potrošačko društvo, ugnjetavanje i sukobi.
Nakon tri godine istraživanja kvalitete života i prava govora između Montevidea, Buenos Airesa i Pariza 2012. je objavila knjigu koju je uredila spisateljica Susana Soca. Godinu dana poslije u Zborniku SAD-a izlazi njezina zbirka eseja Rap iz mrtvačnice i druge priče.

## Djela
- Juliana y los libros, 2020 (roman)
- El lugar inalcanzable, 2018 (roman)[4]
- Cartagena, 2015 (roman)[5]
- El rap de la morgue y otros cuentos, 2013. (zbirka eseja)[6]
- Rara avis. Vida y obra de Susana Soca, 2012. (esej)
- Falsas ventanas, 2011. (roman)[7]
- Nobleza obliga, desde 2010. (zbirka kolumna iz časopisa Galería)
- Diez años de Arquitectos de la Comunidad, 2010. (znanstveni rad)
- Más que una sombra, 2007. (roman)[8]
- Desde las cenizas, 2005. (roman)
- El vendedor de escobas, 2002. (roman)
- La rosa de Jericó, 2000. (roman; urednik i izdvača: Doble Clic)[9]